# Aurélien Legrand
Ne doit pas être confondu avec Augustin Legrand.
Pour les articles homonymes, voir Legrand.
Aurélien Legrand, né le 27 mars 1983 à Cambrai (Nord), est un homme politique français.
Il est conseiller régional d'Île-de-France depuis 2015.

## Biographie
Né le 27 mars 1983 à Cambrai, diplômé[Quoi ?] en anthropologie et titulaire d'un master en histoire de l'université de Paris I Panthéon-Sorbonne, Aurélien Legrand commence par adhérer à la Ligue communiste révolutionnaire, en 2007, où il milite sous le nom d'« Aurélien Smirnoff ». Il est professeur d’histoire.
Il est candidat sous cette étiquette aux élections municipales de 2008 à Paris. En 2009, il participe à la fondation du Nouveau Parti anticapitaliste, qu'il quitte l'année suivante.
En 2014, il rejoint le Front national et devient le bras droit de Wallerand de Saint-Just, dont il sera le directeur de campagne à l'occasion des élections régionales de 2015 en Île-de-France. En décembre 2015, il est élu conseiller régional d'Île-de-France et devient vice-président du groupe FN. 
En septembre 2017, il succède à Wallerand de Saint-Just comme secrétaire départemental de la fédération FN de Paris après avoir été candidat aux élections législatives (obtenant seulement 3,5 % des suffrages dans la 3e circonscription) et sénatoriales dans la capitale.  
En mars 2018, à l'occasion du XVIe congrès du Front national qui se réunit à Lille, il est coopté par la présidente du FN Marine Le Pen comme membre du nouveau Conseil national.  
En juin 2021, il est réélu conseiller régional d'Île-de-France, mais n'exerce plus de fonction particulière au sein de son groupe. Plus tard, il démissionne de son poste de secrétaire départemental de la fédération RN de Paris, poste qui sera repris quelques mois plus tard par l'ancien journaliste de LCI Philippe Ballard, qui deviendra député de la 2e circonscription de l'Oise à l'occasion des élections législatives de 2022. 
À la suite de profonds désaccords politiques, il cesse d'adhérer au Rassemblement National en 2022 et quitte le groupe RN du Conseil Régional d'Île-de-France, siégeant désormais parmi les non-inscrits. 